# Vítkovické kamenouhelné doly
Vítkovické kamenouhelné doly (VKD) byla pachtovní společnost založená v roce 1872 bratry Gutmannovými a Anselmem Salomonem Rothschildem.

## Historie
Společnost spojených vítkovických dolů (Vítkovické kamenouhelné doly) se sídlem v Moravské Ostravě byla založena 1. ledna 1872 podílníky bratry Wilhelmem (1826–1895) a Davidem (1834–1912) Gutmannovými a Anselmem Salomonem Rothschildem (1803–1874), rozdělení podílů bylo 60 % : 40 % ve prospěch Gutmannů. Později do společnosti vstoupil podnikatel a báňský odborník Vladimír Ignác Vondráček (1817–1887) s 18,5% podílem. Společnost převzala do nájmu na 25 let důl Ida v Hrušově, důl Hlubina v Moravské Ostravě, doly Jindřich a Terezie ve Slezské Ostravě, doly Anselm a Oskar v Petřkovicích, důl Louis ve Vítkovicích a tzv. oddělení Doubrava, které se skládalo ze dvou administrativních dolů, z dolu Eleonora a dolu Betina. Toto těžířstvo bylo největší pachtovní společností ze všech nájemních těžířstev, co se týká těžby uhlí. Tyto doly v roce 1861 se podílely asi na 30 % těžby v západní části Ostravsko-karvinského revíru.
V roce 1895 bylo založeno Vítkovické horní a hutní těžířstvo pod jehož správu byla v roce 1896 společnost Vítkovické kamenouhelné doly organizačně začleněna. Zánik společnosti VKD souvisí se zánikem VHHT – znárodněním v roce 1945.

## Ústřední záchranná stanice Vítkovických kamenouhelných dolů
Výnosem revírního báňského úřadu v Moravské Ostravě číslo 13.490 ze dne 12. října 1914 bylo potvrzeno zřízení a řád ústřední záchranné stanice Vítkovických kamenouhelných dolů, jež byla původně přičleněna k chemické laboratoři na jámě Karolina, kde se konala cvičení záchranného sboru již od roku 1908. Do jejího obvodu spadaly závody Šalomoun, Hlubina, Louis, Terezie, Ida, Anselm a Oskar. Na záchranné stanici měli v pohotovosti 10 přístrojů Dragër model 1910/11, a 19 přístrojů Dragër model 1924, dva Pulmotory a jeden oživovací přístroj Inhabad. V obvazovně měli operační stůl, postel, skříň s léky a obvazy. Dále tam byla přednášková místnost pro účely teoretického vyučování členů záchranného sboru.